# Le QG
Le QG (ou QG) est un feuilleton télévisé français de comédie en 26 épisodes de 5 minutes créé par Leila Basen et David Preston et diffusée du 29 avril au 27 septembre 2008 sur Disney Channel France.

## Synopsis
Trois garçons et trois filles avec des préoccupations, des interrogations et des besoins comme beaucoup de lycéens. 

## Distribution
- Léa François : Camille
- Julien Crampon : Enzo
- Victor Fradet : Julien
- Manon Tappie : Sophie
- Raphaël Haddad : Ryan
- Juliet Lemonnier : Mia

## Épisodes
1. On invite les garçons ?
2. Dans la peau d'une fille
3. Camille entre en politique
4. Les six mène l'enquête
5. Dire la vérité jamais !
6. Souriez, vous êtes filmés
7. One Man Enzo
8. Si, je suis une fille Fun !
9. C'est pas ma taille ?
10. Ça va être leur fête !
11. Échec et Math
12. Le Gène du manchot
13. Le Roi de la pub !
14. C'est quoi ton signe ?
15. Tête à tête
16. Canon de chez canon !
17. Mon idole
18. Touches pas à mes fringues !
19. Le Texto
20. Même pas peur !
21. Chicken danse
22. Bien dans tes baskets ?
23. L'expédition
24. Spy Guys
25. Le Baiser
26. La capsule témoin